# Portraits de Maerten Soolmans et d'Oopjen Coppit
Les Portraits de Maerten Soolmans et d'Oopjen Coppit sont une paire de tableaux, des portraits de mariage en pied, réalisés par le peintre de l'Âge d'or de la peinture néerlandaise Rembrandt, à l'occasion du mariage de Maerten Soolmans et Oopjen Coppit en 1634. Anciennement propriété de la famille Rothschild, ils sont devenus copropriété du musée du Louvre et du Rijksmuseum Amsterdam en 2016 après que les deux musées ont réussi à apporter la moitié du prix d'achat de 160 millions d'euros, un record pour des œuvres du maître,,,.
Ils ont toujours été conservés et exposés ensemble, et sont désormais propriété conjointe des Pays-Bas et de la France.

## Histoire
Les portraits ont été peints par Rembrandt à l'occasion du mariage de Marten Soolmans et Oopjen Coppit en 1634. Bien que les sujets, habillés comme il sied à de riches jeunes mariés d'Amsterdam, aient été peints individuellement, les portraits ont été conservés ensemble depuis leur création. Contrairement à de nombreuses paires de portraits du XVIIe siècle, ils ont toujours été accrochés côte à côte dans diverses collections, à Amsterdam ou à Paris. Ils sont également inhabituels dans l'œuvre de Rembrandt par leur taille et le fait qu'ils montrent les sujets en pied. Apparaissant dans des inventaires d'époque à intervalles réguliers depuis leur création, ils font ensemble partie du cœur de l'œuvre du maître auquel sont comparés d'autres tableaux d'une lignée plus discutable.
Le format des tableaux montrant le couple en pied est la forme de pendants de mariage la plus chère et ne peut tenir que dans une maison avec de hauts plafonds. Selon les inventaires familiaux, les Soolmans possédaient également un autre Rembrandt représentant la Sainte Famille. On suppose qu'il s'agit de La Sainte Famille maintenant à l'Alte Pinakothek de Munich, car elle est également datée de 1634.
Les peintures sont connues sous le nom de Portrait de Meneer Daij et Portrait de Mevrouw Daij pendant plus d'un siècle, qui se sont mariés le 9 juin 1633. En raison des poses majestueuses des personnes représentées, elles ont été confondues par erreur avec le comte et la comtesse d'Egmond au milieu du XIXe siècle. Ce n'est qu'en 1956 qu'Isabella Henriette van Eeghen découvre leur véritable identité. La confusion des noms est survenue parce qu'après la mort de Marten, Oopjen s'est remariée avec le capitaine Maerten Pietersz. Daij ; elle a également survécu à ce deuxième mari. Après sa mort, les peintures sont restées dans la famille Daij ou Daey qui a supposé que les portraits étaient ceux de Daij et de sa première femme.
Les portraits demeurent en la possession des héritiers des sujets jusqu'à leur vente en 1798 par les héritiers du défunt Hendrik Daey. Ils sont achetés par RM Pruyssenaar et Adriaan Daey pour 4 000 florins. Un an plus tard, Pieter van Winter rachète les œuvres pour 12 000 florins. Sa fille Anna Louisa Agatha van Winter (1793-1877), mariée à jhr. Willem van Loon (1794-1847) hérite des portraits, entre autres, qui sont ensuite été vendus par ses héritiers en 1877, avec 67 autres œuvres, au baron Gustave de Rothschild (1829-1911) pour 40 000 livres, soit à l'époque plus d'un million de francs. La vente et le départ des Pays-Bas de ces chefs-d'œuvre suscitent des débats.
Avant d'être vendus, ils ont été accrochés dans une grande salle de la collection Van Loon, décrite par Eugène Fromentin en 1877 avec la remarque qu'ils étaient des exemples de Rembrandt à son meilleur. Ils ont été peints à la même période que La Leçon d'anatomie du docteur Tulp, qui marque traditionnellement le début de la carrière de l'artiste à Amsterdam. De toute évidence, la flamboyance de ces jeunes mariés a fait plus pour lancer la carrière de Rembrandt en tant que portraitiste de la classe supérieure d'Amsterdam que sa sobre représentation d'une classe d'étudiants sérieux à Leiden.
Ils ont été prêtés pendant cinq mois pour une exposition une seule fois, au Rijksmuseum et à Rotterdam en 1956, pour le 350e anniversaire de l'artiste.

### Achat de 2016
Au printemps 2014, la famille Rothschild décide de vendre les pendants. En 2015, il est annoncé qu'Éric de Rothschild a demandé une licence d'exportation pour les deux tableaux,. Bien que la plupart des acteurs du monde de l'art conviennent que ces peintures doivent rester ensemble, il est devenu impossible pour la France de les garder à l'intérieur de ses frontières, car le Louvre n'est pas en mesure de garantir le financement nécessaire pour empêcher le ministère de la culture de fournir un permis d'exportation. Les peintures n'ont pas été déclarées patrimoine national français.
Les deux tableaux sont achetés cette année-là pour 160 millions d'euros avec le soutien des États néerlandais et français, avec l'intention de les exposer alternativement au Rijksmuseum Amsterdam et au Louvre. Le portrait de Coppit appartient à la France (avec le soutien de la Banque de France), celui de Soolmans à l'État néerlandais. Les œuvres seront restaurées au préalable par le Rijksmuseum d'Amsterdam. Le plan d'achat et de restauration a été annoncé le 1er février 2015, après l'émoi suscité par leur mauvais état,.
L'achat conjoint de ces tableaux est effectué par le Rijksmuseum et le Louvre le 1er février 2016. Pour la première fois depuis 60 ans, ils sont exposés au Louvre du 10 mars au 13 juin 2016, puis encore 3 mois au Rijksmuseum, avant leur restauration. L'accord intergouvernemental prévoit de conserver les pendants ensemble alternativement au Louvre à nouveau, puis au Rijksmuseum pendant cinq ans, suivis de périodes de huit ans. Ils ne peuvent donc pas être prêtés à d'autres institutions.
La copropriété actuelle est un nouvel arrangement pour le Louvre et le Rijksmuseum, et il reste à voir si cette expérience d'achat d'art international s'intégrera dans les plans d'exposition des deux institutions. Contrairement à de nombreux tableaux coûteux, ceux-ci ne seront pas limités par leur emplacement et ils pourraient être régulièrement en tournée. Selon Wim Pijbes, directeur du Rijksmuseum, les peintures ne seront pas séparées et chaque musée détiendra 50 % de chaque peinture.

## Sujets

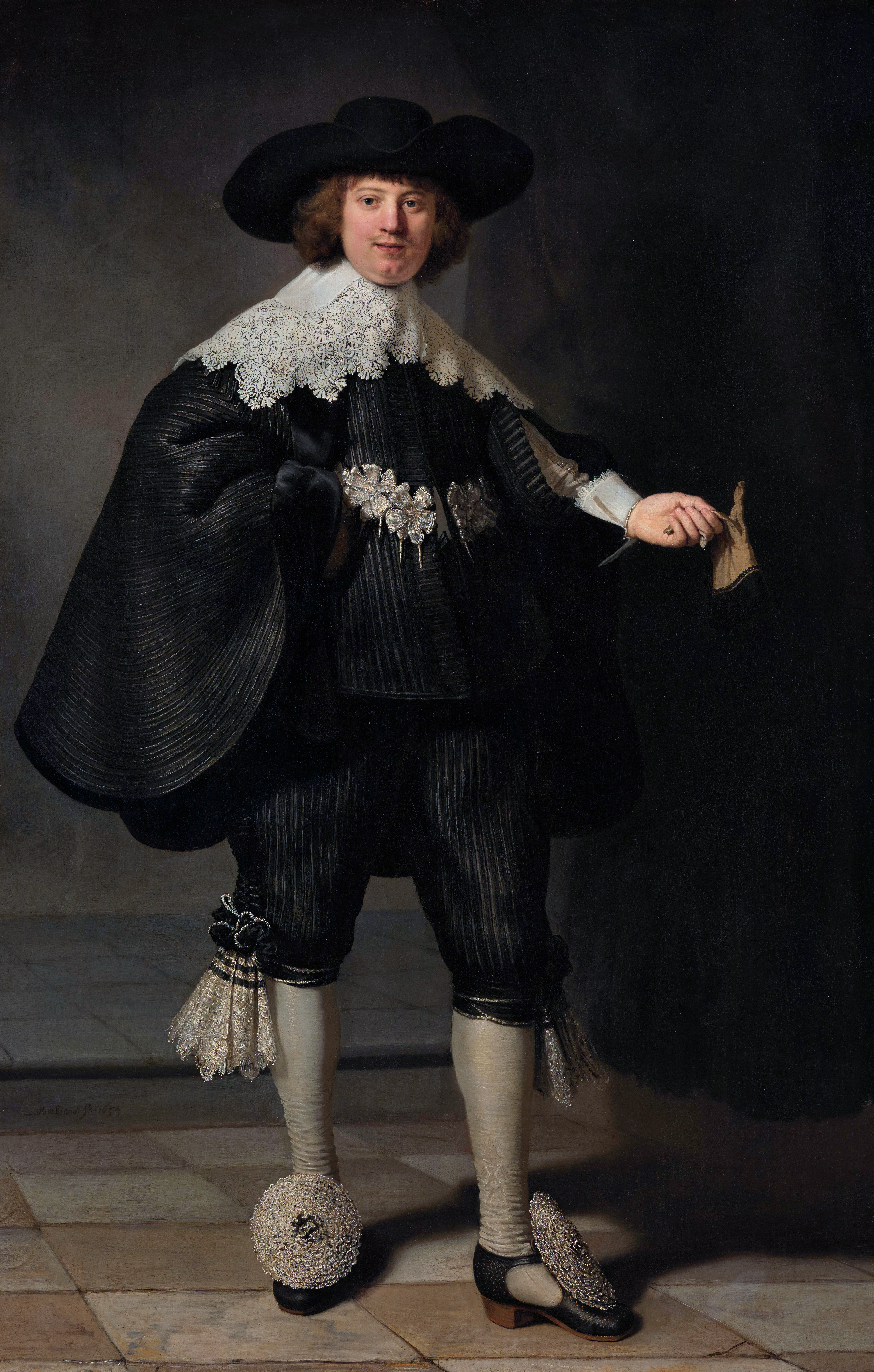
Portrait de Marten Soolmans (1613-1641).

Marten Soolmans (1613-1641) est le fils de Jan Soolmans, un marchand de sucre aux manières assez rudes qui a fui le Siège d'Anvers (1585) ; il a dû répondre devant le consistoire plus de quatre-vingts fois pour des bagarres, des injures et des violences domestiques. Le père de Marten appartient à l'une des nombreuses familles de migrants flamands qui, outre les juifs séfarades expulsés et les huguenots français qui ont fui, ont joué un rôle important dans le Siècle d'or néerlandais.
Oopjen Coppit, née en 1611,, est une descendante d'une vieille et riche famille de régents qui ont fait fortune en négociant du grain et de la poudre à canon. Elle a reçu 35 000 florins en dot.
Le 9 juin 1633, ils font afficher leurs bans, et le 28 juin 1633, Marten (alors âgé de 20 ans) et Oopjen (22 ans) se marient. À l'époque, Marten vit encore à Rapenburg à Leyde, mais interrompt ses études. Ils se font représenter par Rembrandt en 1634. Selon Taco Dibbits, directeur du Rijksmuseum, il s'agit d'un mariage d'amour compte tenu de la grande différence d'origine familiale. Ces peintures sont les seuls portraits de Rembrandt dans lesquels les sujets sont représentés grandeur nature, debout et en pied, style réservé à la plus haute noblesse européenne. Soolmans a payé 500 florins pour les deux tableaux.
La raison du choix de Rembrandt comme peintre n'est pas connue. Il est possible que lui et Marten, qui ont étudié le droit à Leyde de 1628 à 1631, se soient connus là-bas ; ou peut-être parce que Soolmans vit à Amsterdam dans la Nieuwe Hoogstraat (près de l'actuelle Trippenhuis), non loin de Jodenbreestraat, où Rembrandt vit dans la maison de son associé, le marchand d'art Hendrick van Uylenburgh.
Les Soolman ont eu trois enfants : Hendrick (1634), Jan (1636) et Cornelia (1637). En 1646, Oopjen, qui est déjà veuve à l'époque, vend un certain nombre de maisons dans le Jordaan. En 1660, les deux portraits sont accrochés dans la pièce de devant de leur maison sur le Singel. Après la mort de Marten Soolmans, Oopjen se remarie après 1646 avec le capitaine Marten Pietersz. Da(e)ij, actif en Nouvelle-Hollande (Brésil) jusqu'en 1641 et vivant à Maartensdijk. En 1650, il participe à la défense d'Amsterdam. Oopjen gère l'administration de son mari, qui commande et doit entretenir un régiment de Waargelders à Naarden. En 1651, leur fils Henderick est baptisé. En 1674, Oopjen vit sur le Herengracht.

## Description

### Portrait de Marten Soolmans
Le portrait de Marten Soolmans (1613-1641) est documenté par Cornelis Hofstede de Groot en 1915, qui écrit : « Une trentaine. On le voit presque en pleine face. Il marche un peu à droite sur le sol en pierre de couleur, au fond duquel il y a une marche. Il porte un costume noir très riche, composé d’un manteau avec de grandes rayures, des culottes, et un manteau court de la même matière, un large col en dentelle bien ajustée, des poignets lisses, des rosettes de dentelle à sa ceinture et sur ses chaussures, et des bas blancs, avec des arcs de riche dentelle sur ses jarretelles. Un chapeau noir à larges bords couvre ses cheveux épais et clairs ; il a un visage dodu et sans barbe. Sa main droite repose sur sa hanche sous le manteau; sa main gauche tendue tient un gant. Sur le fond droit se trouve un rideau vert bleuâtre.
Signé à gauche en bas, « Rembrandt f. 1634 » [...]
Vente. Hendrik Daey, Alkmaar, 1798 (4000 florins, avec pendant, R. M. Pruyssenaar et Adriaen Daey, qui a vendu la paire à Van Winter pour 12000 florins). Dans la collection Van Winter, Amsterdam, qui passa par héritage aux Van Loons. Dans la collection Van Loon, Amsterdam; vendu dans son ensemble en 1877 aux Rothschild. Dans la collection du Baron Gustave de Rothschild, Paris. Dans la collection du Baron Robert de Rothschild, Paris. »

### Portrait d'Oopjen Coppit

Portrait d'Oopjen Coppit (1611-1689).

Le Portrait d'Oopjen Coppit (1611-1689) est documenté par Hofstede de Groot en 1915, qui écrit : « Une trentaine. Elle marche à gauche le long d’un sentier pavé de pierres, et regarde le spectateur. Elle tient dans sa main droite, par une chaîne d’or, un riche éventail de plumes d’autruche noires ; avec sa main gauche, en descendant un pas, elle lève légèrement sa belle robe tachetée de soie noire avec un haut corsage, contre laquelle son large et serré collier de dentelle et ses bracelets en dentelle se détachent en relief. Sur sa ceinture et sur sa chaussure se trouvent des rosettes de dentelle. Ses blondes boucles sont prises à l’arrière dans un chapeau; un voile noir épais tombe d’elle dans son dos. A sa gorge et sur ses bras se trouvent plusieurs fils de perles, et il y a une perle dans chaque oreille. Une bague en or pend par une fine chaîne de son collier de dentelle. Dans le fond droit est un rideau bleu-vert.
Signé, « Rembrandt f. 1634 » [...]
Dans la collection Van Winter, Amsterdam, qui passa par héritage aux Van Loons, et fut acquise dans son ensemble en 1877 par les Rothschild. Dans la collection du Baron Gustave de Rothschild, Paris. Dans la collection du Baron Robert de Rothschild, Paris. »
Oopjen porte un col plat en dentelle avec des colliers de poignet assortis à la dernière mode. D'autres épouses des régents d'Amsterdam portaient des fraises jusque dans les années 1640. Elle porte également un collier et un bracelet de perles : les perles étaient considérées comme plus précieuses que les diamants à cette époque. Sa robe d'été est en soie noire boutonnée, elle a une coiffure crépue à la mode et tient un éventail. Le voile noir protège la tête du soleil. Un grain de beauté ou mouche sur sa tempe gauche met en valeur sa peau claire.

## Analyse
Les deux portraits sont représentés en pied et sont conçus comme des pendants : Marten à gauche et Oopjen à droite. Rembrandt a peint les deux portraits aussi réalistes que possible en utilisant la perspective linéaire (par exemple, dans le sol carrelé) et le clair-obscur, dans lequel la lumière vient invariablement de la gauche, la direction habituelle d'incidence de la lumière dans les portraits en Hollande au XVIIe siècle. Il est d'usage que si un couple se fait peindre séparément, les œuvres soient le pendant l'une de l'autre. Le portrait de l'homme est presque toujours accrochée à gauche et celle de la femme à côté à droite. La lumière dans le tableau avec l'homme, tout comme ici, ne tombe normalement que sur une partie de son visage. L'autre partie étant alors dans l'ombre, le peintre peut donner plus de plasticité au visage de l'homme. Le visage de la femme capte généralement la lumière de face, c'est pourquoi la peinture de l'homme est souvent plus attrayante.
Le peau blanche de Oopjen contraste avec son voile noir. Marten, richement vêtu, porte un précieux costume en satin noir. Le mouvement est suggéré : Oopjen descend un escalier et soulève sa robe pour ne pas trébucher,; Marten lui donne le gant, symbole du mariage. Un examen attentif a révélé que Rembrandt a peint les portraits entièrement lui-même, y compris l'arrière-plan et les vêtements, qu'il laissait généralement à des collaborateurs.

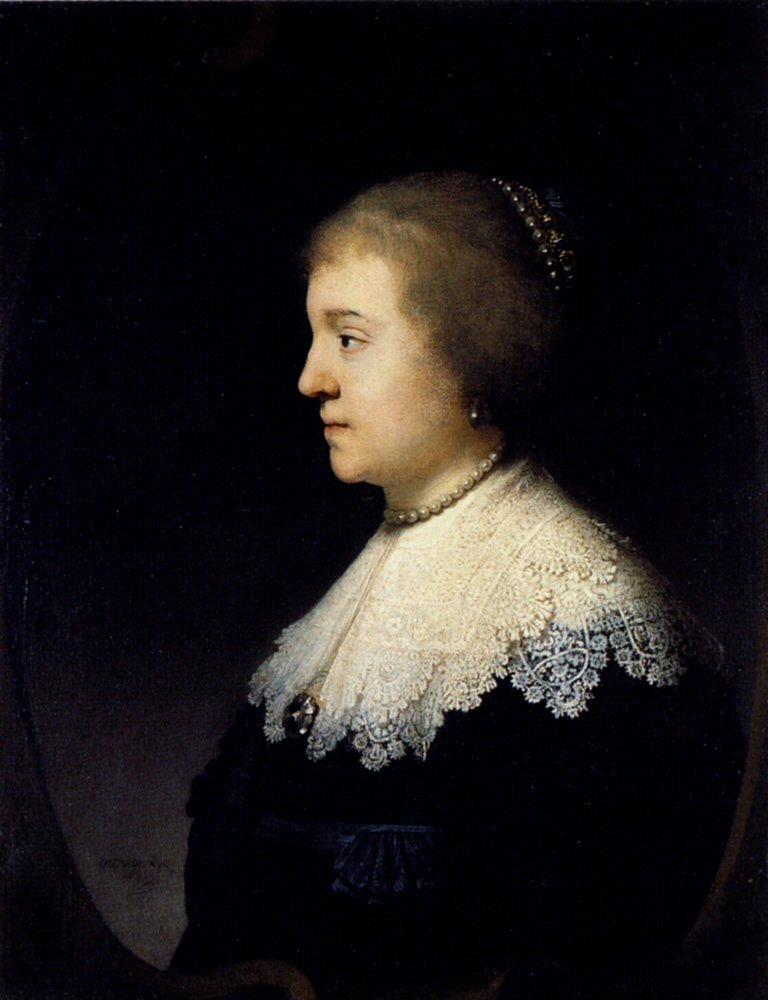
Rembrandt, Portrait d'Amélie de Solms, 1632.

Selon l'historien de l'art Gary Schwartz, l'échelle des portraits et les détails indiquent le luxe et l'abondance. Par exemple, le couple se tient debout sur un sol en marbre, ce qui est rare aux Pays-Bas à l'époque. C'est d'ailleurs le seul sol en marbre de Rembrandt.
L'historienne de l'art Irene Groeneweg souligne la similitude entre les vêtements d'Oopjen et ceux de la princesse d'Orange Amélie de Solms-Braunfels dans le portrait que Rembrandt a fait d'elle en 1632. La cour est alors la source de la mode.

## Restauration
Les deux toiles sont restaurées au Rijksmuseum en 2017-2018. Le tableau avec Marten a déjà été restauré aux États-Unis en 1952 et celui d'Oopjen en 1956 au Rijksmuseum. Lors de la restauration de 2017-2018, des recherches avec spectrométrie de fluorescence des rayons X  révèlent que Rembrandt avait initialement placé les portraits devant une porte. Il a ensuite remplacé ce fond par un rideau noir. Il s'avère également que les couches de vernis ont jauni à cause des dommages causés par la fumée, nécessitant d'être rafraîchies. La couche de peinture elle-même n'a pas eu besoin d'être retouchée. Il a fallu gratter l'abondante couche de cire avec laquelle des toiles de soutien ont été attachées aux dos en 1956.
Les peintures restaurées ont été accrochées pour la première fois lors de l'exposition High Society au Rijksmuseum (8 mars au 3 juin 2018).

## Fortune critique
Eugène Fromentin découvre ces tableaux lors d'un voyage en Hollande en juillet 1875. Il le décrit en ces termes : « Imaginez un Vélasquez hollandais, plus intime, et plus recueilli ». La gamme de couleurs, autour du noir, du blanc, du gris est remarquée par Fromentin qui écrit : « Du noir, du gris, du blanc, rien de plus, rien de moins, et la tonalité est sans pareille ».
Wilhelm von Bode est suffisamment impressionné pour inclure les deux portraits dans son ensemble de 595 photogravures pour son traité en huit volumes de 1898 sur Rembrandt. Fromentin et Bode identifient les peintures comme étant des portraits de M. et Mme. Daey ; l'historienne d'Amsterdam Isabella Henriette van Eeghen a minutieusement retracé leur propriété jusqu'à leurs inventaires originaux et a établi l'identité des personnes représentées.